# Joaquim Barraquer i de Llauder
Joaquim Barraquer i de Llauder   (Sant Feliu de Guíxols, 13 de desembre de 1796 - Barcelona, 1877) fou un enginyer militar, mariscal de camp i general català.
Fill de Benet Barraquer Camps i Bernardina de Llauder Rúbies. Va ingressar en el cos d'enginyers militars i fou Cap d'estudis de l'acadèmia del cos. El 1862 fou promogut a brigadier i el 1864 fou ascendit a general i anomenat subinspector del districte de Catalunya. Va intervenir amb l'exèrcit d'Operacions de Catalunya en la defensa de la Seu d'Urgell assetjada pels francesos, des del 23 de juny al 22 d'octubre de 1823, i que va acabar capitulant en conèixer la rendició de Cadis.
Va publicar nombrosos treballs de física i de matemàtiques, el més important al Memorial d'Enginyers el 1847: «Demostració elemental de la fórmula baromètrica i explicació del seu ús, per medir alçades».
Tingué dos fills militars Carles (nascut a Girona el 3 de gener de 1833), i Joaquim Maria Barraquer i Rovira (nascut a Sant Feliu de Guíxols el 8 de desembre de 1834).